# كارين إل. هندرسون
كارين إل. هندرسون (بالإنجليزية: Karen L. Henderson)‏ هي قاضية ومحامية أمريكية، ولدت في 11 يونيو 1944 في أوبرلين في الولايات المتحدة.

## وصلات خارجية
- كارين إل. هندرسون على موقع إن إن دي بي (الإنجليزية)